# Компанець Микола Прокопович
Микола Прокопович Компанець (15 серпня 1937, село Смолин Чернігівського району Чернігівської області — 25 серпня 2017, місто Київ) —  український громадський діяч і радянський політик. Почесний президент Української зернової асоціації, голова Чернігівського відділення Чернігівського земляцтва. У 1988—1991 — міністр хлібопродуктів УРСР.

## Родина
Народився у родині колгоспників. Батько — Прокіп Андрійович (1915–1945 рр.) — учасник німецько-радянської війни, загинув на фронті. Мати — Уляна Гордіївна (1917–1945 рр.) — загинула від рук місцевих бандитів. Дружина Галина Миколаївна — бухгалтер-економіст. Син Микола — доцент Вінницького технічного університету, к. т. н. Онуки — Сашко, Дмитро та Настя.

## Освіта
У 1951 р. закінчив Смолинську семирічку, а в 1955 р. — Ковпитську середню школу. Того ж року вступив до Мелітопольського інституту механізації і електрифікації сільського господарства, який закінчив у 1960 р., здобувши кваліфікацію інженера-механіка.

## Трудова діяльність
Трудову діяльність розпочав у 1960 р. інженером-механіком, головним інженером колгоспу «Шляхом Леніна» Дунаєвецького району Хмельницької області.
У 1962 р. — на комсомольській роботі. Член КПРС з 1963 року.
У 1963–1967 рр. — головний інженер Ржевуського хлібоприймального пункту, директор Тростянецького хлібоприймального підприємства Вінницької області.
З 1967 р. по 1977 р. працював у системі «Сільгосптехніки»: керуючим районного і заступником голови Вінницького обласного об'єднання «Сільгосптехніки».
З 1977 р. — на керівних посадах у системі хлібопродуктів: з 1977 до 1984 року обіймав посаду начальника Вінницького обласного управління хлібопродуктів, з грудня 1984 р. — 1-го заступника міністра заготівель і хлібопродуктів, з березня 1986 р. — 1-го заступника міністра хлібопродуктів, а з 23 серпня 1988 р. — міністра хлібопродуктів Української РСР. У 1991 р. призначений головою Державного комітету України з хлібопродуктів.
З 1998 р. обіймав посаду президента, почесного президента Української зернової асоціації.

## Відзнаки
Нагороджений
- орден «Знак пошани» (1971 р.),
- орден Трудового Червоного Прапора (1986 р.)
- медалями «За доблесну працю» на відзнаку 100-річчя з дня народження В. І. Леніна (1970 р.), «Ветеран праці» (1987 р.).
- Подякою Президента України (2002 р.),
- Почесною грамотою ВР України (2003 р.),
- Почесною грамотою Кабміну України (2001 р.).